# Ces-Dur
Ces-Dur ist eine Tonart des Tongeschlechts Dur, die auf dem Grundton Ces aufbaut. Die Tonart Ces-Dur wird in der Notenschrift mit sieben ♭ geschrieben (b, es, as, des, ges, ces, fes). Auch die entsprechende Tonleiter und der Grundakkord dieser Tonart (die Tonika ces-es-ges) werden mit dem Begriff Ces-Dur bezeichnet.
Wegen der sieben Vorzeichen (man könnte Ces-Dur – enharmonisch umgedeutet – einfacher mit H-Dur darstellen) wird diese Tonart nur selten verwendet.

## Instrumente in Ces
In Spielmannszügen werden klappenlose Querflöten in Sopran- und Tenorlage in Ces („Trommelpfeifen“) verwendet. Neben der Konzertflöte in Ces erlangt hier die Konzertflöte in C immer größere Bedeutung.
Die Doppelpedalharfe ist in Ces gestimmt. Da durch die Pedalmechanik jede Saite zweimal umgestimmt werden kann, kann so jede Tonart gespielt werden. Außerdem klingt die Harfe in Tonarten mit vielen ♭-Vorzeichen besser, manche Komponisten nutzen diesen Effekt und notieren Stücke in Ces-Dur statt in H-Dur (z. B. Claude Debussy: Sonate für Flöte, Viola und Harfe).

## Einordnung der Tonart
| Vorzeichen: | 7♭ +fes | 6♭ +ces | 5♭ +ges | 4♭ +des | 3♭ +as | 2♭ +es | 1♭ +b |   | 1♯ +fis | 2♯ +cis | 3♯ +gis | 4♯ +dis | 5♯ +ais | 6♯ +eis | 7♯ +his |
| Dur:        | Ces     | Ges     | Des     | As      | Es     | B      | F     | C | G       | D       | A       | E       | H       | Fis     | Cis     |
| Moll:       | as      | es      | b       | f       | c      | g      | d     | a | e       | h       | fis     | cis     | gis     | dis     | ais     |